# Шатлю (Алье)
Шатлю́ (фр. Châtelus) — коммуна во Франции, находится в регионе Овернь. Департамент коммуны — Алье. Входит в состав кантона Лапалис. Округ коммуны — Виши.
Код INSEE коммуны — 03068.

## Население
Население коммуны на 2008 год составляло 135 человек.
| 1962 | 1968 | 1975 | 1982 | 1990 | 1999 | 2008 |
| ---- | ---- | ---- | ---- | ---- | ---- | ---- |
| 177  | 183  | 194  | 169  | 140  | 132  | 135  |

## Экономика
В 2007 году среди 80 человек в трудоспособном возрасте (15—64 лет) 65 были экономически активными, 15 — неактивными (показатель активности — 81,3 %, в 1999 году было 74,7 %). Из 65 активных работали 58 человек (34 мужчины и 24 женщины), безработных было 7 (4 мужчин и 3 женщины). Среди 15 неактивных 3 человека были учениками или студентами, 5 — пенсионерами, 7 были неактивными по другим причинам.